# Нортерн-Санрайз
Графство Нортерн-Санрайз (англ. Northern Sunrise County) — муніципальний район в Канаді, у провінції Альберта.

## Населення
За даними перепису 2016 року, муніципальний район нараховував 1891 жителя, показавши зростання на 5,6%, порівняно з 2011-м роком. Середня густина населення становила 0,1 осіб/км².
З офіційних мов обидвома одночасно володіли 445 жителів, тільки англійською — 1 425, тільки французькою — 20, а 5 — жодною з них. Усього 135 осіб вважали рідною мовою не одну з офіційних, з них 10 — одну з корінних мов, а 15 — українську.
Працездатне населення становило 69,5% усього населення, рівень безробіття — 5,2% (5,9% серед чоловіків та 3,3% серед жінок). 73,3% були найманими працівниками, 26,7% — самозайнятими.
Середній дохід на особу становив $53 638 (медіана $42 517), при цьому для чоловіків — $64 439, а для жінок $42 045 (медіани — $57 472 та $31 296 відповідно).
27,1% мешканців мали закінчену шкільну освіту, не мали закінченої шкільної освіти — 28,7%, 44,2% мали післяшкільну освіту, з яких 20,1% мали диплом бакалавра, або вищий, 10 осіб мали вчений ступінь.
| Статево-вікова структура населення | Статево-вікова структура населення | Статево-вікова структура населення | Статево-вікова структура населення | Статево-вікова структура населення |
| ---------------------------------- | ---------------------------------- | ---------------------------------- | ---------------------------------- | ---------------------------------- |
|                                    |                                    |                                    |                                    |                                    |
| Всього                             | Всього                             | 53,7%46,3%                         |                                    |                                    |
| 0 — 14 років                       | 0 — 14 років                       |                                    | 19,5%                              | 19,5%                              |
| 15 — 64 років                      | 15 — 64 років                      |                                    | 68,1%                              | 68,1%                              |
| 65 і більше                        | 65 і більше                        |                                    | 12,4%                              | 12,4%                              |
| 85 і більше                        | 85 і більше                        |                                    | 0,8%                               | 0,8%                               |
| 100 і більше                       | 100 і більше                       |                                    | 0,3%                               | 0,3%                               |
| Середній вік (років)               | Середній вік (років)               | 38,739,0                           | 38,9                               | 38,9                               |
| Медіана (років)                    | Медіана (років)                    | 40,139,5                           | 39,8                               | 39,8                               |
| — чоловіки — жінки                 |                                    |                                    |                                    |                                    |

| Походження мешканців:     | Походження мешканців:     | Походження мешканців: | Походження мешканців: | Походження мешканців: |
| ------------------------- | ------------------------- | --------------------- | --------------------- | --------------------- |
| Походження                |                           |                       | осіб                  | %                     |
| Корінні американці        | Корінні американці        |                       | 305                   | 16.14%                |
| Інше північноамериканське | Інше північноамериканське |                       | 570                   | 30.16%                |
| Європейське               | Європейське               |                       | 1 470                 | 77.78%                |
| британське                | британське                |                       | 645                   | 34.13%                |
| французьке                | французьке                |                       | 495                   | 26.19%                |
| українське                | українське                |                       | 290                   | 15.34%                |
| Карибське                 | Карибське                 |                       | 15                    | 0.79%                 |
| Латинськоамериканське     | Латинськоамериканське     |                       | 45                    | 2.38%                 |
| Африканське               | Африканське               |                       | 25                    | 1.32%                 |
| Азійське                  | Азійське                  |                       | 35                    | 1.85%                 |

| Зайнятість населення за галузями (за класифікацією NOC): | Зайнятість населення за галузями (за класифікацією NOC): | Зайнятість населення за галузями (за класифікацією NOC): | Зайнятість населення за галузями (за класифікацією NOC): | Зайнятість населення за галузями (за класифікацією NOC): |
| -------------------------------------------------------- | -------------------------------------------------------- | -------------------------------------------------------- | -------------------------------------------------------- | -------------------------------------------------------- |
|                                                          |                                                          |                                                          |                                                          |                                                          |
| Управління                                               | Управління                                               |                                                          | 17,1%                                                    | 17,1%                                                    |
| Бізнес, фінанси та адміністрування                       | Бізнес, фінанси та адміністрування                       |                                                          | 16,7%                                                    | 16,7%                                                    |
| Природничі та прикладні науки                            | Природничі та прикладні науки                            |                                                          | 3,3%                                                     | 3,3%                                                     |
| Охорона здоров'я                                         | Охорона здоров'я                                         |                                                          | 3,3%                                                     | 3,3%                                                     |
| Освіта, правозахист, муніципальні та урядові служби      | Освіта, правозахист, муніципальні та урядові служби      |                                                          | 8,1%                                                     | 8,1%                                                     |
| Мистецтво, культура, відпочинок та спорт                 | Мистецтво, культура, відпочинок та спорт                 |                                                          | 1%                                                       | 1%                                                       |
| Роздрібна торгівля та послуги                            | Роздрібна торгівля та послуги                            |                                                          | 9,5%                                                     | 9,5%                                                     |
| Гуртова торгівля, транспорт та обладнання                | Гуртова торгівля, транспорт та обладнання                |                                                          | 26,7%                                                    | 26,7%                                                    |
| Природні ресурси, сільське господарство                  | Природні ресурси, сільське господарство                  |                                                          | 11%                                                      | 11%                                                      |
| Виробництво                                              | Виробництво                                              |                                                          | 3,3%                                                     | 3,3%                                                     |

## Населені пункти
До складу муніципального району входять село Нампа, індіанські резервації Утікумак-Лейк 155, Утікумак-Лейк 155A, Вудленд-Крі 226, Вудленд-Крі 228, індіанське поселення Літл-Баффало, а також хутори, інші малі населені пункти та розосереджені поселення.

## Клімат
Середня річна температура становить 2,1°C, середня максимальна – 22,1°C, а середня мінімальна – -23,1°C. Середня річна кількість опадів – 408 мм.
| Клімат поселення                              | Клімат поселення | Клімат поселення | Клімат поселення | Клімат поселення | Клімат поселення | Клімат поселення | Клімат поселення | Клімат поселення | Клімат поселення | Клімат поселення | Клімат поселення | Клімат поселення | Клімат поселення |
| Показник                                      | Січ.             | Лют.             | Бер.             | Квіт.            | Трав.            | Черв.            | Лип.             | Серп.            | Вер.             | Жовт.            | Лист.            | Груд.            |                  |
| Середній максимум, °C                         | −9,59            | −5,43            | 1,90             | 10,77            | 17,32            | 21,59            | 22,08            | 20,89            | 15,54            | 9,50             | −1,08            | −7,48            |                  |
| Середня температура, °C                       | −16,34           | −12,22           | −4,87            | 4,01             | 10,56            | 14,83            | 17,00            | 15,82            | 10,46            | 4,40             | −6,16            | −12,56           |                  |
| Середній мінімум, °C                          | −23,12           | −18,99           | −11,64           | −2,77            | 3,79             | 8,06             | 11,92            | 10,74            | 5,38             | −0,67            | −11,24           | −17,64           |                  |
| Норма опадів, мм                              | 25               | 20               | 17               | 18               | 34               | 65               | 64               | 52               | 40               | 25               | 27               | 21               |                  |
| Середньомісячна швидкість вітру, м/с          | 3.67             | 3.71             | 3.66             | 3.84             | 3.83             | 3.64             | 3.09             | 3.14             | 3.56             | 3.98             | 3.58             | 3.73             |                  |
| Середньомісячна сонячна радіація, кДж/м²·день | 2482             | 5656             | 11067            | 16626            | 20142            | 21895            | 21346            | 17349            | 11342            | 6136             | 2764             | 1679             |                  |
| --------------------------------------------- | ---------------- | ---------------- | ---------------- | ---------------- | ---------------- | ---------------- | ---------------- | ---------------- | ---------------- | ---------------- | ---------------- | ---------------- | ---------------- |
| Джерело:                                      |                  |                  |                  |                  |                  |                  |                  |                  |                  |                  |                  |                  |                  |